# Grandiosismo
En el ámbito de la psicología grandiosismo se refiere a un sentido irreal de superioridad, caracterizado por una percepción de uno mismo como mejor que otros, lo que se expresa con críticas desdeñosas sobre ellos, y considerándolos inferiores, así como un sentido de unicidad: la creencia de que unos pocos tengan algo en común con uno mismo y que solo se pueda ser entendido por poca o gente muy especial.
El grandiosismo es frecuentemente asociado con el trastorno de  personalidad narcisista, pero también posee características asociadas al trastorno de personalidad antisocial, y episodios maníacos o hipomaníacos de desorden bipolar. Esto también ocurre en el desorden de apego reactivo.

## Subtipo grandioso-narcisista
El grandiosismo patológico ha sido asociado con uno de los dos subtipos de trastorno narcisista de la personalidad Las características del subtipo grandioso-narcisista (lo opuesto al subtipo vulnerable-narcisista) incluyen:
- Ser etiquetados como "narcisistas inconscientes"
- Observa falta de percepción en el impacto que tienen en otros
- Más propensos a regular autoestima mediante abierta automejora
- Negación de debilidades, exageración de capacidades
- Demandas exageradas de derechos
- Ira frecuente al no cumplir las expectativas
- Crítica y devaluación de gente que amenazan su autoestima
- Poca conciencia de la disonancia entre sus expectativas y la realidad, junto al impacto que esto tiene en las relaciones sociales
- Exposición notable de fantasías grandiosistas
- El conflicto dentro del entorno es generalmente experimentado como externo por esos individuos y no una consecuencia de sus propias expectativas irreales
- Controlante de otros a la vez que los critican y toman crédito por sus acciones
- Demandas excesivas de reconocimiento y superioridad
- Ira constante cuando se enfrenta a expectativas no cumplidas o cualquier desaire percibido o responsabilidad por las acciones. Son propensos a explotar fácilmente en ira, reaccionar exageradamente y posiblemente incluso volverse agresivos cuando se sienten atacados por la más mínima crítica. La culpa cambia cuando es responsable.
- Disminución de la conciencia de la disonancia cultural entre sus expectativas y la realidad, junto con el impacto que esto tiene en las relaciones.
- Presentación abierta de fantasías grandiosas, riqueza, éxito y estatus.
- Sin darse cuenta de que las expectativas de tener derecho (gastar en exceso, aprovechar) pueden causar una mala impresión en otras personas.
- El conflicto dentro del entorno generalmente se experimenta como algo externo a estos individuos (es decir, no es su culpa), más que como una medida de sus propias expectativas poco realistas.

Los estudios realizados sobre las diferencias entre los subtipos grandiosista y narcisista,  confirman investigaciones y teorías anteriores que sugieren que los individuos del subtipo grandiosista ignoran el impacto que tienen sobre otros, y así, tienen una visión irreal de ellos respecto a otros. En efecto, esta falta de percepción en su impacto sobre otros es lo que incitó a crear la etiqueta de "narcisistas inconscientes" para describir su comportamiento social y distinguirlos de sus contrapartes vulnerables. Los individuos grandioso-narcisísticos esperan la atención inmediata y desdividida de otro, y son inconscientes del efecto de sus demandas de derechos tienen sobre otros. Y, por virtud de su habilidad para mantener el autograndiosismo por medio de la automejora, los sujetos grandioso-narcisísticos son menos susceptibles que sus compañeros a las consecuencias mentales crónicas de amenazas a sus expectativas a las que creen que tienen derecho (angustia, baja autoestima, miedo interpersonal).

## En la manía
En la manía, el grandiosismo es típicamente más proactivo y agresivo que en el narcisismo. El carácter maníaco puede alardear de futuros logros o exagerar sus cualidades personales.
También pueden empezar empresas ambiciosas e irreales, antes de ser reducidas, o reducirse ellos mismos a algo más posible.

## En psicopatía
Características de grandiosismo Factor 1 Faceta1: Interpersonal en el test de Psicopatía (PCL-R). Los individuos que adoptan estos criterios aparecen como arrogantes y jactanciosos, y pueden ser optimistas de manera surrealista en su futuro. El DSM-5 también advierte que las personas con trastorno de personalidad antisocial a menudo muestran una imagen inflada de sí mismo, y a ojos de los demás pueden aparecer como excesivamente presumidos, dogmáticos y engreídos, y despreciados frecuentemente.

## Prueba de realidad
Hay una diferencia entre individuos exhibiendo grandiosismo, el cual incluye un grado de Percepción dentro de sus pensamientos irreales (son conscientes de que su comportamiento es considerado inusual), en contraste con aquellos que experimentan Delirio de grandeza, quiénes carecen de esta capacidad de Prueba de Realidad. Algunos individuos pueden deambular entre ambos estados, con ideas grandiosistas inicialmente desarrolladas como ilusiones que el paciente reconoce como irreal, pero pueden volverse en completos delirios que el paciente considera que reflejan la realidad.

## Psicoanálisis y el yo-grandiosista
Otto Kernberg vio el nocivo yo-grandiosista como sentimientos emergentes infantiles de particularidad, principios personales, y fantasías de un padre ideal.
Heinz Kohut vio el yo-grandiosista como una parte normal del proceso desarrollativo, solamente patológico cuando la parte orgullosa y la humilde se dividen de manera clara. Las recomendaciones de Kohut para lidiar con el paciente con el trastorno del yo-grandiosista fueron para tolerar y así re-integrar el grandiosismo con el yo-realista.